# Ribolla gialla
La ribolla gialla est un cépage italien blanc.

## Origine et répartition géographique
Le cépage Ribolla gialla provient probablement de la région Frioul-Vénétie Julienne. Il est connu depuis 1289 et est réputé comme ayant une origine grecque.
Il est classé cépage d'appoint en DOC Colli Orientali del Friuli et Collio Goriziano.
Il est classé recommandé dans les provinces d'Udine, de Gorizia et de Pordenone. En 1998, sa culture couvrait 78 hectares.
C'est le cépage majoritaire du Colli di Rimini Rèbola.

## Caractères ampélographiques
- Extrémité du jeune rameau cotonneux blanc jaunâtre.
- Jeunes feuilles aranéeuses à plages légèrement bronzés.
- Feuilles adultes, entières ou à 3 lobes avec des sinus supérieurs ouverts, un sinus pétiolaire ouvert, des dents ogivales, moyennes, en deux séries, un limbe glabre.

## Synonymes
La ribolla gialla est connue sous les noms de gargania, garganja, jarbola, Pignoletto/pignulèt, rabiola, rabolla, rabolla Dzhalla di Rozatsio, rabuele, raibola, rèbola, rebolla, rebula, rebula Bela, ribola Djiala, ribolla, ribolla Bianca, ribolla Dzhalla, ribolla Gialla di Rosazzo, ribollat, ribuela, ribuele Zale, ribula Zuta, ribuole et robolla[réf. nécessaire].
Jusqu'au profilage de l'ADN au XXIe siècle, le Robola, un cépage blanc cultivé principalement sur l'île Ionienne de Céphalonie, en Grèce a été confondu avec le Ribolla gialla. Aujourd'hui le Robola est classé par le Vitis International Variety Catalogue en tant que variété ainsi que ses synonymes.